# Sleeping Satellite
«Sleeping Satellite» (с англ. — «Спящий спутник») — песня британской певицы Тэсмин Арчер, а также первый сингл её дебютного альбома Great Expectations. Несмотря на умеренный успех в США, песня пользовалась большой популярностью в Великобритании, а также ещё ряде европейских стран, где поднялась на 1-е место в местных чартах.

## Музыка и тематика песни
Несмотря на то, что песня была написана в конце 1980-х, её релиз состоялся только в 1992 году — когда Арчер получила контракт на запись полноформатной пластинки. Во время записи песни использовались четыре инструмента: Джон Хьюз и Робби Макинтош играли на гитарах, Джон Бек и Пол Уиккенс — на клавишных. Барабанщиком был Броудхед Грэм, в то время как Гэри Моэн сыграл на синтезаторе марки Fairlight. Арчер сама исполнила в песне бэк-вокал, вместе с певицами Тессой Найлс и Кэрол Кеньон.
Слова песни ссылаются на американскую космическую программу «Аполлон» 1960-х, Арчер называет её — «величайшим приключением человека»; упомянутый в название «спящий спутник» — Луна.

## Популярность
Сингл «Sleeping Satellite» был выпущен 31 августа 1992 года и быстро поднялся на первое место в британском чарте, уже в октябре сместив с вершины композицию «Ebeneezer Goode» группы The Shamen. Песня лидировала в течение двух недель, после чего её сменила композиция «End of the Road» группы Boyz II Men. Также сингл возглавил национальный ирландский чарт, где провёл 4 недели. На сегодняшний день «Sleeping Satellite» остается единственной песней Арчер, которая попала в Top-10 этих стран.
Также сингл занял 1-е место в хит-параде Греции и попал в Top-10 ряда других европейских стран, включая Францию, Италию, Нидерланды, Швецию и Швейцарию. На сегодняшний день «Sleeping Satellite» остается самым успешным синглом Арчер в США, где он занял 32-е место в чарте Billboard Hot 100, а также 24-ю строчку в хит-параде Adult Contemporary. Кроме того он отметился на 12-й позиции в чарте Modern Rock Tracks, что стало лучшим результатом среди всех песен Арчер. В Канаде «Sleeping Satellite» отметился на 6-м месте местного хит-парада.

## Список композиций
| CD (CDEM 233) 1. «Sleeping Satellite» — 4:42 2. «Sleeping Satellite» (acoustic version) — 3:23 3. «Man at the Window» (acoustic version) — 3:10 4. «Sleeping Satellite» (extended version) — 6:51 7" (EM 233) 1. «Sleeping Satellite» — 4:42 2. «Sleeping Satellite» (acoustic version) — 3:23 | 12" (12EM 233) 1. «Sleeping Satellite» — 4:42 2. «Sleeping Satellite» (acoustic version) — 3:23 3. «Sleeping Satellite» (extended version) — 6:51 U.S. CD 1. «Sleeping Satellite» (CHR edit) 2. «Sleeping Satellite» (A/C version) 3. «Sleeping Satellite» (alternative rock version) 4. «Sleeping Satellite» (full CHR mix) |

## Кавер-версии
- 1992: Танцевальная версия песни была записана итальянской исполнительницей Ketty DB[5][6].
- 2003: Ещё один танцевальный ремикс был выпущен группой Aurora[англ.]. Оригинальный вокал был использован в связке с электронным синтезатором в качестве бэк-трека[7].
- 2005: Кавер-версия песни была записана австралийской прогрессивной рок-группой Karnivool, она была выпущена в качестве би-сайда на их сингле «Themata».
- 2007: Датский певец Брайан Райс[англ.] выпустил свой вариант песни в альбоме Good News[англ.].
- 2007: Кавер-версию песни записал российский драм-н-бейс дуэт Stim Axel.
- 2008: Ремикс песни в стиле хаус был выпущен французским диджеем Джуниором Калдерой, он смог достигнуть 37-й строчки в местном чарте[8].
- 2009: Песня послужила вдохновением для композиции певицы Леди Гаги «So Happy I Could Die» из её альбома The Fame Monster.
- 2009: Музыкант Джен Джонстон выпустил электронную кавер-версию песни на лейбле Perfecto.
- 2010: Исполнитель Enduser использовал семплы из этой песни для своего трека «2/3» (выпущенного в мини-альбоме 1/3).
- 2011: Американская певица Ким Уайлд записала кавер-версию песни для своего альбома Snapshots[англ.], она была выпущена в качестве ведущего сингла наряду с треком with «It’s Alright»[9].
- 2012: Электронную версию песни выпустил музыкант под псевдонимом Stereolove (настоящее имя Джеймс Фрейзер)[10]. Песня заняла 1-е место в британском транс-чарте[11], а также попала в широкую ротацию на австралийской радиостанциях[12].

## Чарты
| Чарт (1992–93)                      | Высшая позиция |
| ----------------------------------- | -------------- |
| Австралия (ARIA)                    | 14             |
| Австрия (Ö3 Austria Top 40)         | 11             |
| Бельгия/Фландрия (Ultratop 50)      | 12             |
| Канада (RPM Top Singles)            | 6              |
| Канада (RPM Adult Contemporary)     | 23             |
| Франция (SNEP)                      | 6              |
| Германия (GfK)                      | 12             |
| Greece (IFPI)                       | 1              |
| Ирландия (IRMA)                     | 1              |
| Italy (Hit Parade Italia)           | 3              |
| Нидерланды (Dutch Top 40)           | 9              |
| Нидерланды (Single Top 100)         | 8              |
| Новая Зеландия (Recorded Music NZ)  | 12             |
| Швеция (Sverigetopplistan)          | 4              |
| Швейцария (Schweizer Hitparade)     | 5              |
| Великобритания (OCC UK Singles)     | 1              |
| США (Billboard Hot 100)             | 32             |
| США (Billboard Adult Contemporary)  | 24             |
| США (Billboard Alternative Airplay) | 12             |
| США (Billboard Pop Airplay)         | 16             |
| США (Billboard Radio Songs)         | 29             |

| Чарт (1992)                | Позиция |
| -------------------------- | ------- |
| Canada Top Singles (RPM)   | 65      |
| Italy (Hit Parade Italia)  | 16      |
| Netherlands (Dutch Top 40) | 77      |
| Чарт (1993)                | Позиция |
| Australia (ARIA)           | 100     |

## Сертификация
| Страна         | Статус     | Дата           | Продажи |
| -------------- | ---------- | -------------- | ------- |
| Великобритания | Серебряный | 1 октября 1992 | 200,000 |